# جايسون بوستك
جايسون بوستك (بالإنجليزية: Jason Bostic)‏ هو لاعب كرة قدم أمريكية أمريكي، ولد في 30 يونيو 1976 في فورت لودرديل في الولايات المتحدة.

## وصلات خارجية
- جايسون بوستك على موقع مرجع كرة القدم المحترفة.كوم (الإنجليزية)